# JDS Michishio
Pour les autres navires du même nom, voir Michishio.
Le JDS Michishio (SS-591) est un sous-marin d'attaque japonais de classe Oyashio.

## Électronique
- 1 radar de veille surface JRC ZPS-6
- 1 sonar actif/passif d’attaque Oki ZQQ-5B
- 1 sonar passif remorqué ZQR-1
- 1 contrôle d’armes SMCS TFCS
- 1 détecteur radar ZLR-7